# Massacre de Zvornik
 (octobre 2020).
La mise en forme du texte ne suit pas les recommandations de Wikipédia : il faut le « wikifier ».
Les points d'amélioration suivants sont les cas les plus fréquents :
- Les titres sont pré-formatés par le logiciel. Ils ne sont ni en capitales, ni en gras.
- Le texte ne doit pas être écrit en capitales (les noms de famille non plus), ni en gras, ni en italique, ni en « petit »…
- Le gras n'est utilisé que pour surligner le titre de l'article dans l'introduction, une seule fois.
- L'italique est rarement utilisé : mots en langue étrangère, titres d'œuvres, noms de bateaux, etc.
- Les citations ne sont pas en italique mais en corps de texte normal. Elles sont entourées par des guillemets français : « et ».
- Les listes à puces sont à éviter, des paragraphes rédigés étant largement préférés. Les tableaux sont à réserver à la présentation de données structurées (résultats, etc.).
- Les appels de note de bas de page (petits chiffres en exposant, introduits par l'outil «  Source ») sont à placer entre la fin de phrase et le point final[comme ça].
- Les liens internes (vers d'autres articles de Wikipédia) sont à choisir avec parcimonie. Créez des liens vers des articles approfondissant le sujet. Les termes génériques sans rapport avec le sujet sont à éviter, ainsi que les répétitions de liens vers un même terme.
- Les liens externes sont à placer uniquement dans une section « Liens externes », à la fin de l'article. Ces liens sont à choisir avec parcimonie suivant les règles définies. Si un lien sert de source à l'article, son insertion dans le texte est à faire par les notes de bas de page.
- La présentation des références doit suivre les conventions bibliographiques. Il est recommandé d'utiliser les modèles {{Ouvrage}}, {{Chapitre}}, {{Article}}, {{Lien web}} et/ou {{Bibliographie}}. Le mode d'édition visuel peut mettre en forme automatiquement les références.
- Insérer une infobox (cadre d'informations à droite) n'est pas obligatoire pour parachever la mise en page.

Pour une aide détaillée, merci de consulter Aide:Wikification.
Si vous pensez que ces points ont été résolus, vous pouvez retirer ce bandeau et améliorer la mise en forme d'un autre article.
Le massacre de Zvornik fait référence à des actes de massacre et de violence de masse commis contre des Bosniaques et d'autres civils non serbes à Zvornik  par des groupes paramilitaires serbes,,(Arkanovci, unités de Défense Territoriale, Bérets rouges, Aigles Blancs, Guêpes Jaunes,) et la JNA au début de la guerre de Bosnie en 1992. Cela faisait partie d'une campagne plus large de nettoyage ethnique pendant la guerre de Bosnie : selon une estimation, 40 000 bosniaques ont été expulsés du district de Zvornik.
C'était la deuxième ville de Bosnie-Herzégovine qui a été prise de force par les forces serbes pendant la guerre de Bosnie. Au total, 3 936 personnes ont été tuées ou ont disparu dans la municipalité de Zvornik entre 1992 et 1995 (dont 2 017 civils bosniaques), selon le Centre de recherche et de documentation de Sarajevo. Le Tribunal pénal international pour l'ex-Yougoslavie (TPIY) a condamné cinq responsables serbes, qui ont été reconnus coupables de persécution, transfert forcé et / ou déportation, meurtre, détention illégale, torture (crimes contre l'humanité) et destruction gratuite, pillage de biens (violations du droit de la guerre).

## Contexte
D'après les données du recensement de 1991, le district de Zvornik comptait une population de 81 111 habitants: 48 208 (59,4 %) étaient des Bosniaques et 30 839 (38 %) des Serbes de Bosnie. Au total, 14 600 personnes vivaient dans la ville de Zvornik, 8 942 (61,0 %) étaient des Bosniaques, 4 281 (29,2 %) des serbes, 74 (0,5 %) des croates et 1 363 (9,3 %) étaient définies. comme « autres ».
En tant que ville frontalière sur la rivière Drina entre la Serbie et la Bosnie, Zvornik était d'une grande importance stratégique. C'est important parce que la Bosnie-Herzégovine et la Serbie sont reliées à ce point non seulement par un pont routier entre la zone urbaine de Zvornik et la zone industrielle de Karakaj, et un autre à Zvornik même, mais aussi par un pont ferroviaire entre Karakaj et la ville de Čelopek. Il représente un lien important le long de la ligne Belgrade-Sarajevo, ainsi qu'à l'intérieur de la ligne Belgrade-Tuzla.
Officiellement, il n'y avait pas de garnison de la JNA dans le district de Zvornik. La région de Zvornik elle-même était contrôlée par le 17e corps de Tuzla. Jusqu'à l'automne 1991, le 17e corps se composait de 3 brigades et d'une brigade partisane et faisait partie du premier district militaire de Belgrade. Après la réorganisation de la JNA au printemps 1992, elle est officiellement tombée sous le commandement du deuxième district militaire de Sarajevo, mais a très probablement continué à être dirigée par le premier district militaire de Belgrade.
En 1991-1992, des unités de chars (apparemment de la garnison abandonnée de Jastrebarsko en Croatie) étaient stationnées près de Zvornik. En février ou mars 1992 (au moment du référendum sur l'indépendance), des unités supplémentaires des de chars de la JNA et des positions d'artillerie et antiaériennes étaient stationnées dans la région de Zvornik. Au départ, les chars portaient toujours les emblèmes de la JNA. Ce n'est que plus tard qu'ils ont été remplacés par le drapeau serbe et l'emblème des armoiries. Du côté serbe de la rive de la Drina, diverses positions de chars ont également pu être identifiées. Des forces supplémentaires, notamment de l’artillerie, des armes anti-aériennes et des chars, y étaient positionnées.

## Attaque sur Zvornik

### Accumulation

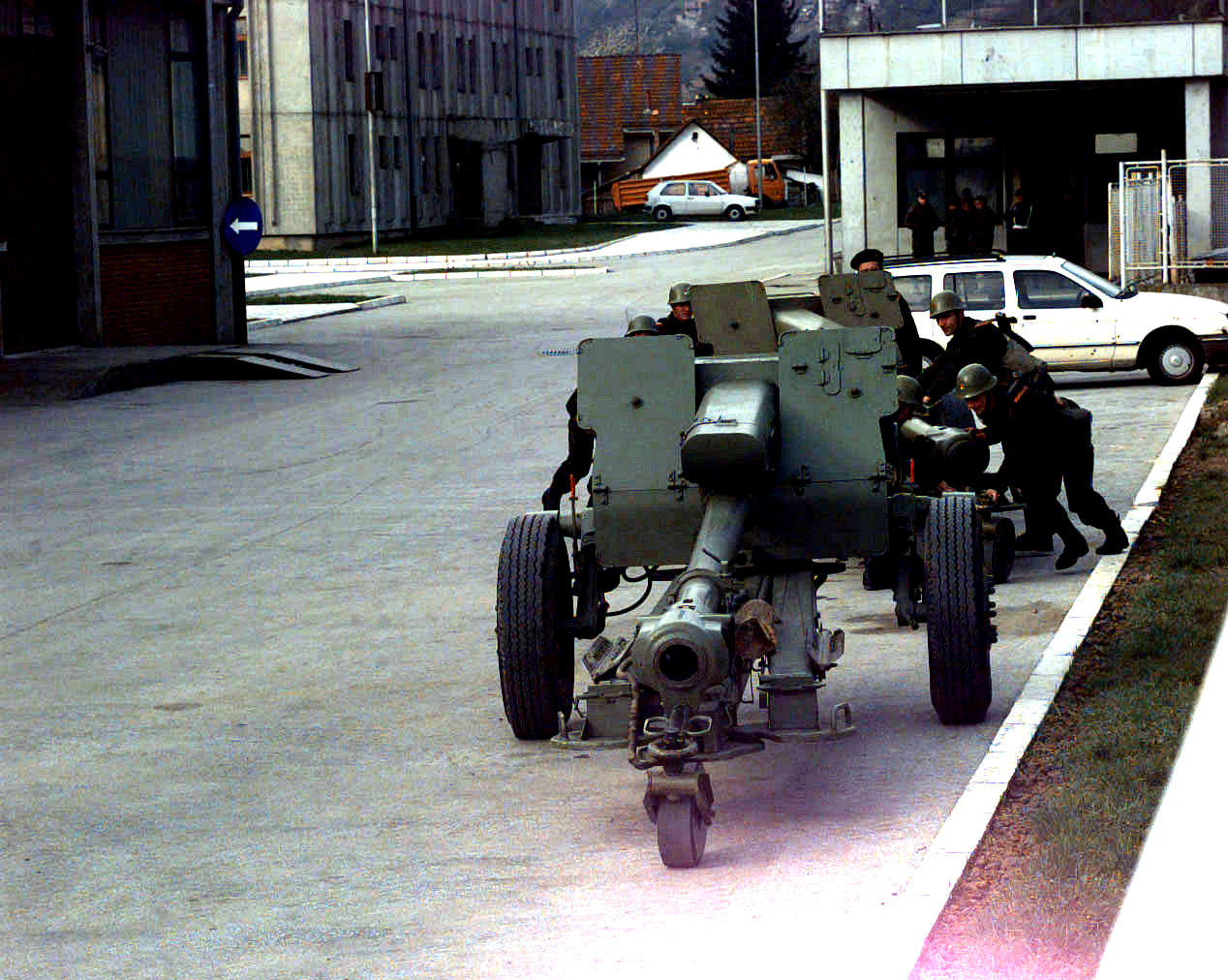
L'armée de la Republika Srpska (VRS) soldats du quartier général de la Brigade, avec deux obusiers D-30 de 122 mm sur un site de stockage d'armes situé à Zvornik, en Bosnie-Herzégovine, au cours d'une inspection

L'attaque de Zvornik a commencé le 8 avril 1992, quelques jours seulement après la prise de Bijeljina par les Serbes. Selon les récits de témoins, les soldats de la JNA des garnisons suivantes ont été impliqués lors de l'attaque :
« Garnison de Tuzla : certains des chars utilisés à Zvornik faisaient partie des unités qui ont été transférées de Jastrebarsko (Croatie) à Tuzla.
Garnison de Bijeljina : Les divisions d'infanterie de la JNA étaient des unités de réserve de la base de mobilisation de Bijeljina. »
Les avions et les hélicoptères qui y ont participé seraient originaires de Tuzla. Avant l'attaque, des unités de la JNA Novi Sad, Šabac, Sremska Mitrovica et Valjevo (Serbie) étaient stationnées en partie le long du côté serbe de la rivière Drina et en partie du côté bosniaque. Ils ont en outre participé à l'attaque de Zvornik, opérant à partir du territoire de Serbie. Ils étaient équipés de mitrailleuses (M 52, M 65, M 66, M 70A, M 70B, M 72) ; lance-grenades à main (Zolja) ; kalachnikovs ; MiG 21 et J-21 Jastreb avec des mitrailleuses et des artilleurs; hélicoptères (MT 6 ou MT 8 et autres) ; et des couteaux. Les unités d'infanterie n'étaient pas seulement composées des «membres réguliers» de la JNA et des forces de réserve mobilisées, mais aussi de «volontaires»

### L'attaque
L'attaque militaire de Zvornik a eu lieu le 8 avril 1992. Plus tard, des opérations militaires sporadiques ont eu lieu avec des unités de la JNA coopérant avec des unités paramilitaires. Ces opérations se sont principalement concentrées sur la forteresse médiévale de Kulagrad, au sud-ouest de Zvornik, où se tenaient une dizaine de résistants. Cependant, le 26 avril, cette forteresse a été conquise lors d'une attaque concertée par les troupes de la JNA, avec un appui aérien, et par des unités paramilitaires. Immédiatement après la chute de Kulagrad, la ville de Divić, située au sud de Zvornik, a été attaquée. Divić était presque exclusivement peuplé de Bosniaques et était situé à la centrale hydroélectrique. L'attaque contre la ville a été menée simultanément depuis le territoire de la Serbie, à travers la rivière Drina et du côté de la Bosnie tenu par les Serbes de Bosnie, en utilisant des forces blindées, des unités d'artillerie et une infanterie équipée de mortiers à main. Les unités de la JNA et les unités paramilitaires ont coopéré. Arkanovci opérait en première ligne, prenant la ville. Vojislav Šešelj a déclaréː 

« Les forces serbes de Bosnie ont participé. Mais les unités spéciales et les meilleures unités de combat venaient de Serbie. Il s'agissait d'unités de bérets rouges - des unités spéciales du ministère serbe de l'intérieur à Belgrade. L'armée s'est engagée dans une faible mesure - elle a fourni un soutien d'artillerie en cas de besoin. L'opération était préparée de longue date . »

Leurs troupes principales ont quitté la ville après l'attaque réussie pour préparer un raid sur la ville voisine, Bratunac.
L'attaque a commencé le matin du 8 avril, avec le feu de mortier sur les quartiers de la ville Bukovik et Meterize, ainsi que sur les Bosniens positions de défense sur la Debelo détenue colline Brdo. Il provenait des positions d'artillerie de Karakaj, du côté bosniaque avant Meterize et du côté serbe de la rivière Drina (Mali Zvornik). Les premiers coups de feu ont été tirés dans la banlieue de Meterize. Cette attaque a été principalement menée par les équipements lourds de la JNA (artillerie et chars). Il y a aussi des rapports de tireurs d'élite d'Arkanovci tirant depuis Mali Zvornik sur la rive opposée du fleuve, et de tireurs d'élite visant des résidents depuis des positions sur des immeubles de grande hauteur à Zvornik même. La position bosniaque sur Debelo Brdo, cependant, est tombée le même jour et a été occupée.
Pendant la nuit, il y a eu de violents bombardements de la ville. La prise de la ville ne débuta que le lendemain 9 avril. Dans la matinée, il y avait à nouveau des négociations avec Arkan, qui se sont terminées par un ultimatum pour la remise des armes et la ville à 8h00. À 8h00, les tirs d'artillerie reprennent, suivis de la prise de la ville par l'infanterie. Les paramilitaires d’Arkan ont joué un rôle de premier plan dans la prise de contrôle de la ville, en partant du nord via les quartiers de Bukovik et de Meterize en direction du centre-ville. En outre, des unités d'infanterie de la JNA en coopération avec des volontaires serbes (Seseljevci, Beli Orlovi) ont participé à la prise de la ville. Ils ont abordé la ville principalement de l'ouest, dans une deuxième vague. Il a été signalé que le tout premier jour, ainsi que les semaines suivantes, il y avait eu des exécutions aléatoires, des viols et des massacres. Dans ces derniers, les unités de Seseljevci, Beli Orlovi et la soi-disant «défense territoriale» étaient également impliquées. Les 10 et 11 avril, Zvornik a été capturé. La forteresse de Kulagrad au sud de Zvornik et la ville de Divić limitrophe de Zvornik au sud n’ont pas encore été occupées.
Le 9 avril, les attaques d'artillerie contre Kulagrad ont commencé alors que les unités attaquantes attendaient les principales forces de résistance bosniaques. Même avant l'attaque, les médias serbes ont rapporté que «plusieurs milliers d'extrémistes bosniaques» se cachaient à Kulagrad. En fait, il n'y avait probablement pas plus de quelques dizaines de Bosniaques armés sous le commandement d'un ancien officier de la JNA qui a spontanément organisé un mouvement de résistance avec du matériel léger (armes légères). À partir du 11 avril, de petits groupes de combat de diverses unités paramilitaires ont tenté presque quotidiennement de capturer la forteresse. Ces tentatives ont cependant échoué, malgré le fait que Kulagrad était constamment sous le feu des mortiers, des canons antiaériens et des chars. La raison de cet échec pourrait être due au manque apparent de coordination des attaques, ainsi qu'à des lacunes dans la formation des unités d'infanterie impliquées. Ces colonies ont été capturées en mai.

## Conséquences

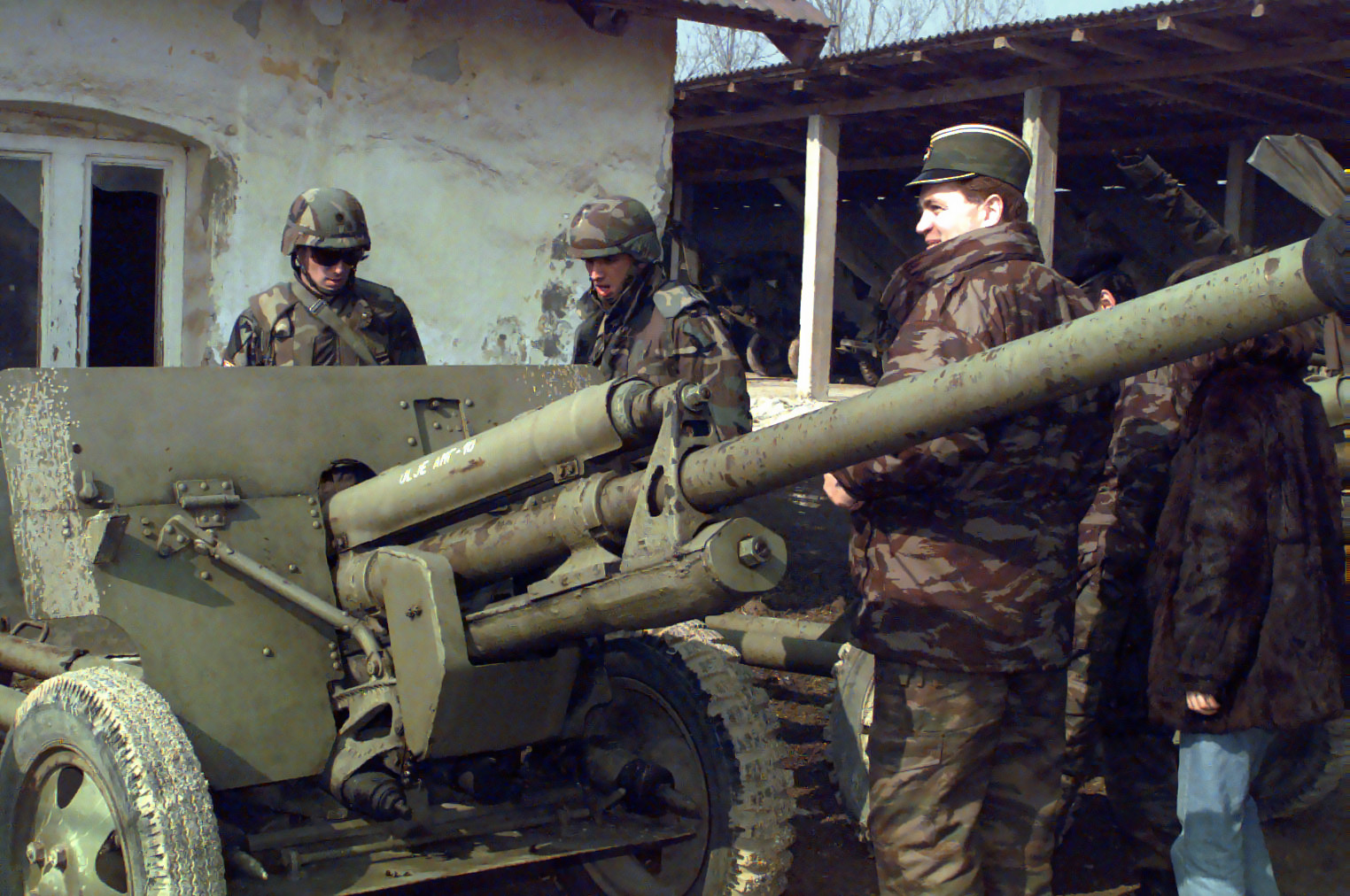
Le colonel Vinko Pandurević, commandant de la 1re brigade de Zvornik, de l'armée de la république de Serbie, montre LTC Anthony Harriman, un canon antichar remorqué ZIS-3 lors d'une inspection d'une zone de cantonnement serbe le 28 février 1996

Aux alentours du 10 ou 11 avril, «l'ordonnance sur l'introduction de l'obligation générale de travail», accompagnée d'une prolongation du délai, a été diffusée par Radio Zvornik. Mais cet appel n'a pas été suivi, car il y avait encore de nombreuses troupes paramilitaires dans la ville qui pillaient et terrorisaient les habitants. L'appel a donc été retransmis quelques jours plus tard (vers le 15 ou le 16 avril). La réponse globale à ces appels a cependant été plutôt médiocre. L'expérience de ceux qui ont suivi l'appel à retourner sur le lieu de travail a montré que le véritable objectif de cet appel, et des autres qui ont suivi, était de surveiller les hommes bosniaques.
Immédiatement après l'occupation de la ville, un couvre-feu de nuit a été imposé qui est resté en vigueur jusqu'à ce que le « nettoyage ethnique » soit achevé. Pendant la journée, les hommes n'étaient autorisés à se déplacer qu'avec un permis délivré par la police serbe à Zvornik. De nombreux hommes qui se sont rendus à Karakaj (ou plus tard au bureau de police de Zvornik) pour demander un «permis» ont été soudainement expulsés vers l'un des camps de la zone industrielle de Karakaj. Pendant leur séjour au camp, ils ont été soumis à de graves tortures et meurtres, en particulier par des membres des troupes paramilitaires dont les quartiers se trouvaient en partie dans les mêmes bâtiments que ceux dans lesquels les prisonniers étaient détenus. Beaucoup d'hommes n'ont donc pas osé récupérer eux-mêmes leurs laissez-passer, mais sont restés cachés dans des maisons. Cependant, même les personnes possédant un laissez-passer n'étaient pas à l'abri des agressions aléatoires des nombreuses unités paramilitaires de la ville. Certains témoins ont rapporté qu'immédiatement après avoir quitté le poste de police, des membres d'un groupe paramilitaire leur ont confisqué ou déchiré leur laissez-passer. Certains d'entre eux ont été attaqués et déportés dans des camps.
Dès le début de l'occupation, les Bosniaques se sont vu interdire de travailler, à l'exception des personnes jugées indispensables (par exemple, le personnel hospitalier, qui n'a été libéré qu'à la fin du mois de mai). La vie quotidienne était dominée par le fait que les troupes paramilitaires en maraude, qui n'étaient contrôlées par aucune autorité, terrorisaient la population bosniaque de Zvornik.

### Expulsion et déportation organisée
Après l'expulsion de la population bosniaque par la terreur, l'étape suivante consistait à préparer l'expulsion totale des habitants avec l'appui de mesures administratives. La première étape avait déjà été l'appel au retour. L'enregistrement des biens, obligatoire pour tous les habitants, y compris la population serbe, sert avant tout à enregistrer la population masculine bosniaque. Pour cette raison, seuls les hommes étaient éligibles à l'enregistrement, qui devait être complété avant la municipalité serbe ou la milice serbe, même si une propriété était à l'origine enregistrée sous le nom de l'épouse. Ces enregistrements ont conduit à des arrestations et des déportations vers des camps, apparemment sur la base de listes préétablies.
Une «agence d'échange de maisons» a été créée, à laquelle les habitants bosniaques devaient transférer leurs maisons. En échange, les Bosniaques se sont vu promettre des maisons appartenant à des Serbes de Bosnie (par exemple dans la région de Tuzla) qui auraient également assigné leurs maisons à l'agence. Afin de rendre cette offre apparente d'échange de maisons plus attrayante, les stations de radio serbes ont diffusé des émissions concernant l'échange réussi de maisons par d'éminents habitants bosniaques. Ces échanges se sont révélés, dans de nombreux cas, falsifiés ou menés sous la contrainte.
Le départ de la ville n'était possible qu'à la condition que la propriété soit renoncée et transférée au district serbe de Zvornik. Ces transferts ont été exécutés en coopération avec la police et les unités paramilitaires, en particulier les Draganovci. Les documents qui devaient être présentés à la sortie de la ville comprenaient : 
• une carte d'identité personnelle sur laquelle la date de l'avis de changement d'adresse a été inscrite par l'autorité.
• un permis garantissant à son titulaire la liberté de circulation sur le territoire du district serbe de Zvornik et l'accès au territoire de la RFY.
• un talon certifiant le «changement d'adresse »

## Poursuite judiciaire

### TPIY
L'ONU a établi le Tribunal pénal international pour l'ex-Yougoslavie (TPIY) qui a émis plusieurs actes d'accusation pour des crimes après la capture de Zvornik. Dans ses verdicts, il a déclaré les responsables serbes coupables de persécution, transfert forcé et / ou expulsion, meurtre, détention illégale, torture (crimes contre l'humanité) et destruction gratuite, pillage de biens (violations du droit de la guerre):
• Radovan Karadžić, ancien président de la Republika Srpska, a été condamné à la prison à vie.
• Mićo Stanišić, Ministre du Ministère serbe des affaires intérieures de Bosnie-Herzégovine, a été condamné à 22 ans de prison.
• Stojan Župljanin, chef du Centre régional des services de sécurité de Banja Luka; membre de la cellule de crise de la région autonome de Krajina (ARK), a été condamné à 22 ans.
• Momčilo Krajišnik a été condamné à 20 ans.
• Biljana Plavšić a été condamnée à 11 ans.
• Vojislav Šešelj a été condamnée à 10 ans.
Le TPIY a constaté qu'au moins 491 personnes avaient été tuées à Zvornik en 1992: 85 personnes le 30 mai 1992 à l'école de Drinjača; 352 personnes en juin 1992 à l'abattoir de Gero et à l'école technique de Karakaj; 20 personnes en juin 1992 à l'école technique de Karakaj; et 34 hommes à Čelopek Dom en juin 1992. Il a en outre conclu:
« La Chambre a constaté que les municipalités de Banja Luka, Bijeljina, Bileća, Bosanski Šamac, Brčko, Doboj, Donji Vakuf, Gacko, Ilijaš, Ključ, Kotor Varoš, Pale, Prijedor, Sanski Most, Teslić, Vlasenica, Višegrad, Vogošća Zvornik a été prise en charge au cours des mois d’avril et de juin 1992, conformément aux instructions des variantes A et B, grâce à l’action conjointe du MUP de la RS et d’autres forces serbes, parfois par une occupation hostile anticipée des principales caractéristiques de la ville par les forces de police. Ce qui a suivi a été l'exode massif de musulmans, de Croates et d'autres non-Serbes de leurs maisons, communautés, villages et villes, soit provoqué par des moyens violents qui ont entraîné une détention illégale dans les SJB locaux et des camps et centres improvisés créés à partir d'écoles locales, des gymnases, des salles de cinéma, des «doms» culturels et des usines ou par l'imposition de conditions dures et invivables et de mesures discriminatoires par les forces serbes, y compris des membres du RS MUP, qui ont conduit au départ involontaire de la population non serbe. »

### Tribunaux régionaux
Vojin Vučković, commandant des Guêpes jaunes, et son frère, Duško, ont été condamnés en 1996 pour le meurtre de 17 civils à Čelopek, une banlieue de Zvornik, en 1992,.
Le 28 novembre 2005, la Chambre des crimes de guerre de Belgrade a ouvert le procès du « Groupe Zvornik » (Branko Grujić, Branko Popović, Dragan Slavković, Ivan Korać, Siniša Filipović, Dragutin Dragićević et Duško Vučković). Ils ont été accusés d'avoir tué au moins 22 et expulsé de force 1822 Bosniaques.
Le 4 janvier 2010, Darko Janković a été arrêté, soupçonné d'avoir tué au moins 19 Bosniaques à Čelopek.
En juin 2010, le tribunal de Belgrade a rendu un verdict et condamné trois personnes pour crimes de guerre à Zvornik. Dragan Slavković a été condamné à 12 ans, Ivan Korać à 9 ans et Siniša Filipović à trois ans de prison. Le quatrième suspect, Dragutin Dragičević, a été libéré de toutes charges. Les trois condamnés auraient torturé et tué au moins 19 des 162 civils bosniaques capturés illégalement à Divič dans le "Dom kulture" de Čelopek.
Au cours du procès, le témoin B-24, policier et membre de la cellule de crise à Zvornik, a décrit comment, en avril 1992, une personne travaillant à Zvornik sous le pseudonyme de "Marko Pavlovic" a téléphoné aux agents de la JNA et dans un délai de 24 à 48 heures, des envois d'armes et de munitions arriveraient pour la «défense» de Zvornik. Le TPIY a rendu le verdict suivant concernant le massacre de Zvornik:

« Zvornik était une municipalité à majorité bosniaque. La cellule de crise serbe a mobilisé les membres serbes de la défense territoriale au début d’avril 1992. Des forces paramilitaires, notamment des hommes d’Arkan, des hommes de Šešelj, des guêpes jaunes et des bérets rouges, ont commencé à arriver dans la municipalité. Ils avaient été invités par Branko Grujić, le président de la cellule de crise. La police de la municipalité était divisée selon des critères ethniques. Les membres serbes de la police de Zvornik ont déménagé à Karakaj, où se trouvait la cellule de crise serbe. La police serbe et les forces paramilitaires ont érigé des barricades dans toute la municipalité. Les forces serbes, y compris des membres de la police, de la défense territoriale, de l'armée populaire yougoslave et des groupes paramilitaires, ont ensuite lancé une attaque armée contre la ville de Zvornik. La population civile serbe avait quitté la ville avant l'attaque. La ville de Zvornik a été prise en charge par les forces serbes en une journée. Le drapeau serbe a été hissé au sommet de la principale mosquée de la ville. De nombreux civils ont été tués au cours de l'attaque et de nombreux autres ont fui dans la peur. Après l’attaque, les hommes d’Arkan ont pillé les maisons et empilé des dizaines de cadavres, y compris des corps d’enfants, de femmes et de personnes âgées, dans des camions. D'autres cadavres gisaient dans les rues. »

Le 1er octobre 2010, lors des procès de Mićo Stanišić et Stojan Župljanin, accusés d'avoir commis des crimes entre le 1er avril et le 31 décembre 1992, dans 20 municipalités de Bosnie-Herzégovine, dont Zvornik, ancien membre du Parti démocratique serbe (SDS) a déclaré que de hauts responsables serbes de Bosnie avaient été informés des atrocités commises à Zvornik.
Le 22 novembre 2010, Branko Grujić, fonctionnaire municipal, et Branko Popović, ancien commandant de la défense territoriale, ont été condamnés respectivement à 6 et 15 ans pour leur rôle au sein du << groupe Zvornik >> qui a emprisonné, traité inhumainement et tué environ 700 personnes à Zvornik de mai à juillet 1992. Le verdict a déterminé que plus de 1 600 civils ont été contraints de quitter la région de Zvornik. Les corps de 352 victimes ont été retrouvés et identifiés depuis la guerre. Le bureau du procureur chargé des crimes de guerre a déclaré qu'il ferait appel des verdicts, déclarant que les peines étaient "insuffisantes compte tenu de la responsabilité de l'accusé, eu égard au nombre de victimes, au caractère massif et brutal des crimes".

## Voir également
- Massacre de Glogova (Bratunac)
- Massacre de Višegrad
- Massacre de Srebrenica
- Fosse commune de Crni Vrh